# Quartet (videospel)
Quartet is een computerspel dat werd ontwikkeld en uitgegeven door Sega. Het spel kwam in 1986 uit als arcadespel. Een jaar later werd het uitgebracht voor een aantal homecomputers. Het spel is een side-scrolling actiespel. Het doel van het spel is de eindbaas te verslaan om zo de sleutel te bemachtigen voor het volgende level.

## Platforms
| Jaar | Platform                                                   |
| ---- | ---------------------------------------------------------- |
| 1986 | Arcade                                                     |
| 1987 | Amstrad CPC, Commodore 64, SEGA Master System, ZX Spectrum |

## Ontvangst
| Beoordeeld door | Platform           | Datum         | Score |
| --------------- | ------------------ | ------------- | ----- |
| Génération 4    | SEGA Master System | 1987          | 90%   |
| Tilt            | SEGA Master System | december 1987 | 65%   |
| Happy Computer  | Commodore 64       | augustus 1987 | 37%   |
| Commodore Force | Commodore 64       | augustus 1993 | 24%   |